# Francisco Toledo (Kardinal)

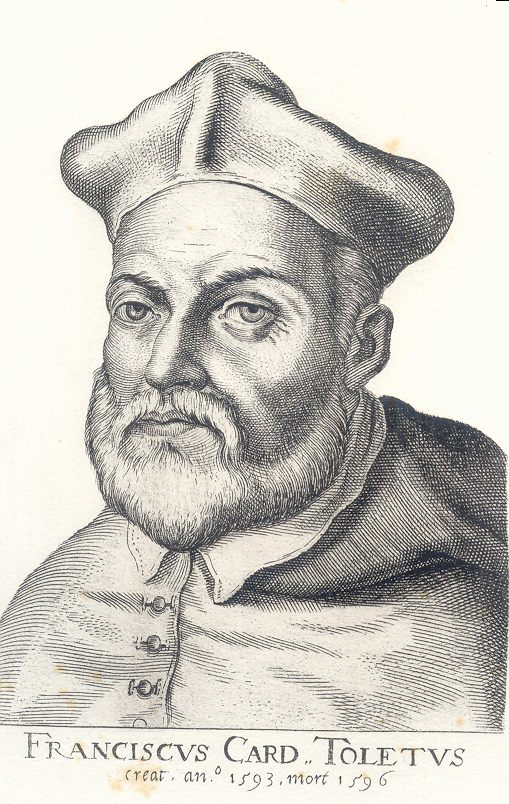
Kardinal Francisco de Toledo (Druck 1893)

Kardinalswappen (modernes Schema)

Francisco Toledo SJ, auch Francisco de Toledo Herrera oder Franciscus Toletus (* 4. Oktober 1532 in Córdoba, Spanien; † 14. September 1596) war ein Kardinal der Römischen Kirche.

## Leben
Francisco de Toledo stammte aus einer christlichen Familie spanisch-jüdischer Herkunft (conversos). Nach seinen philosophischen Studien in Saragossa studierte er Theologie in Salamanca. 1558 trat er in den Jesuitenorden ein. Von 1559 bis 1562 lehrte er aristotelische Philosophie, dann scholastische Theologie am Römischen Kolleg des Ordens. Er kommentierte die Logik des Aristoteles, die Summa theologica des Thomas von Aquin und schrieb neben verschiedenen Bibelkommentaren ein Handbuch für Priester und Beichtväter, die Summa casuum sive instructio sacerdotum, die 1599 erstmals gedruckt erschien und zahlreiche Auflagen und Übersetzungen erhielt. 1569 wurde er von Papst Pius V. an den päpstlichen Hof gerufen, dort wirkte er 24 Jahre lang als Prediger. Außerdem arbeitete er an der Revision der lateinischen Bibelübersetzung (Vulgata). In den Auseinandersetzungen um die Gnadenlehre des Löwener Theologen Michael Bajus entsandte ihn Papst Gregor XIII. 1580 nach Löwen.
Pater Toledo wurde am 17. September 1593 von Papst Clemens VIII. als erster Jesuit zum Kardinal kreiert. Als Kardinalpriester erhielt er am 11. Oktober 1593 die Titelkirche Santa Maria in Traspontina zugewiesen.
Francisco de Toledo starb am 14. September 1596. Er wurde in der Patriarchalbasilika Santa Maria Maggiore beigesetzt.

## Werke
- Commentaria una cum quaestionibus in universam Aristotelis Logicam. Giunta, Venedig 1580, urn:nbn:de:bvb:12-bsb10150423-6.
- Summa casuum conscientiae sive de instructione sacerdotum. Raesfeldt, Köln 1599, urn:nbn:de:gbv:3:1-122032.
- In Sacrosanctum Ioannis Evangelium Commentarii. Mylius, Köln 1599, urn:nbn:de:hbz:061:1-26933.
- Commentarii in prima XII capita sacrosancti Iesu Christi D.N. Evangelii secundum Lucam. Zanetti, Rom 1600 (beic.it).
- Commentarii et annotationes in Epistolam Beati Pauli apostoli ad Romanos. Arnolfini, Rom 1602 (beic.it).
- In Summam theologiae S. Thomae Aquinatis enarratio. 4 Bde. Congregatio de Propaganda Fide, Rom 1869.

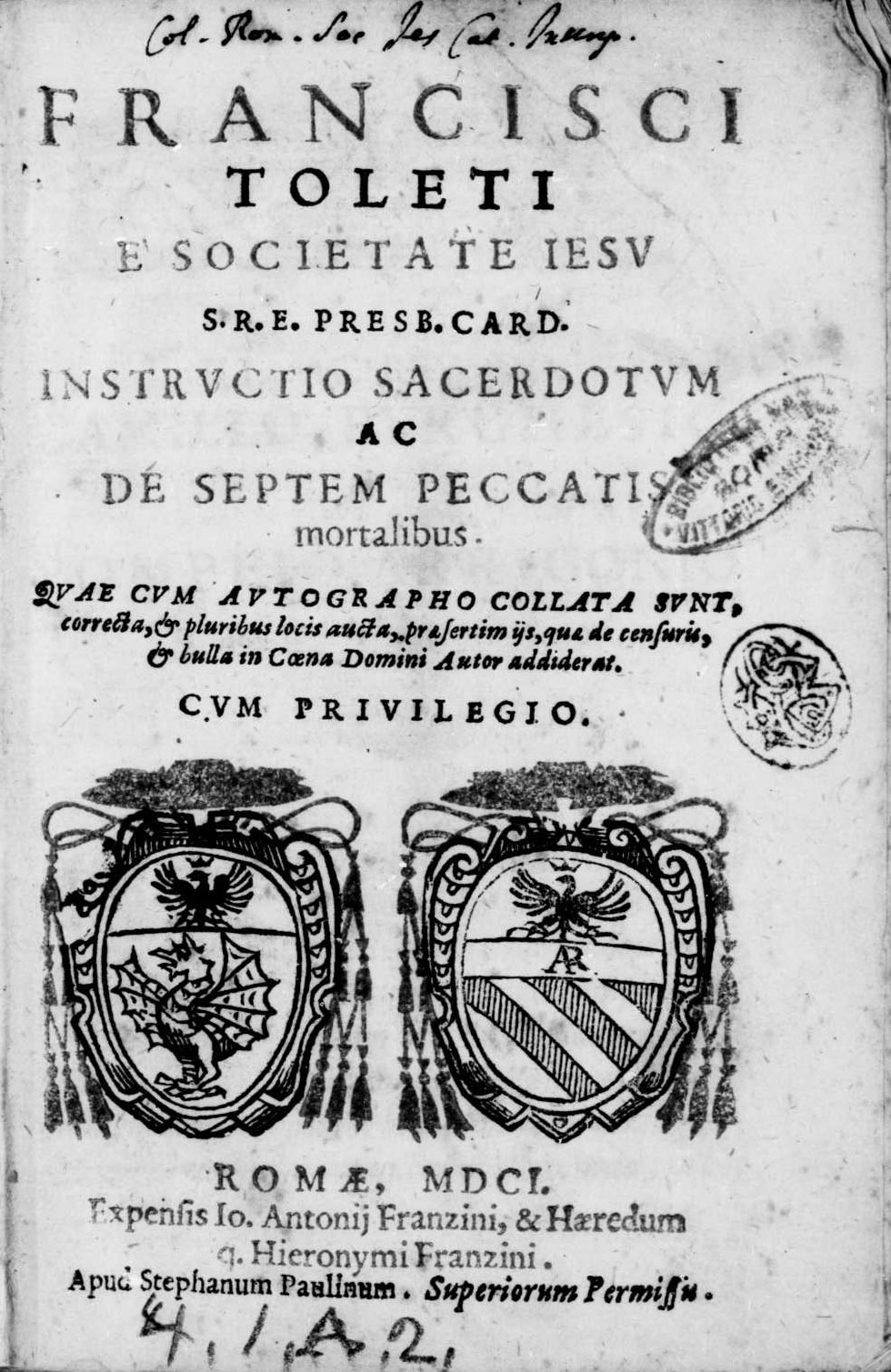
Instructio sacerdotum ac poenitentium, 1601
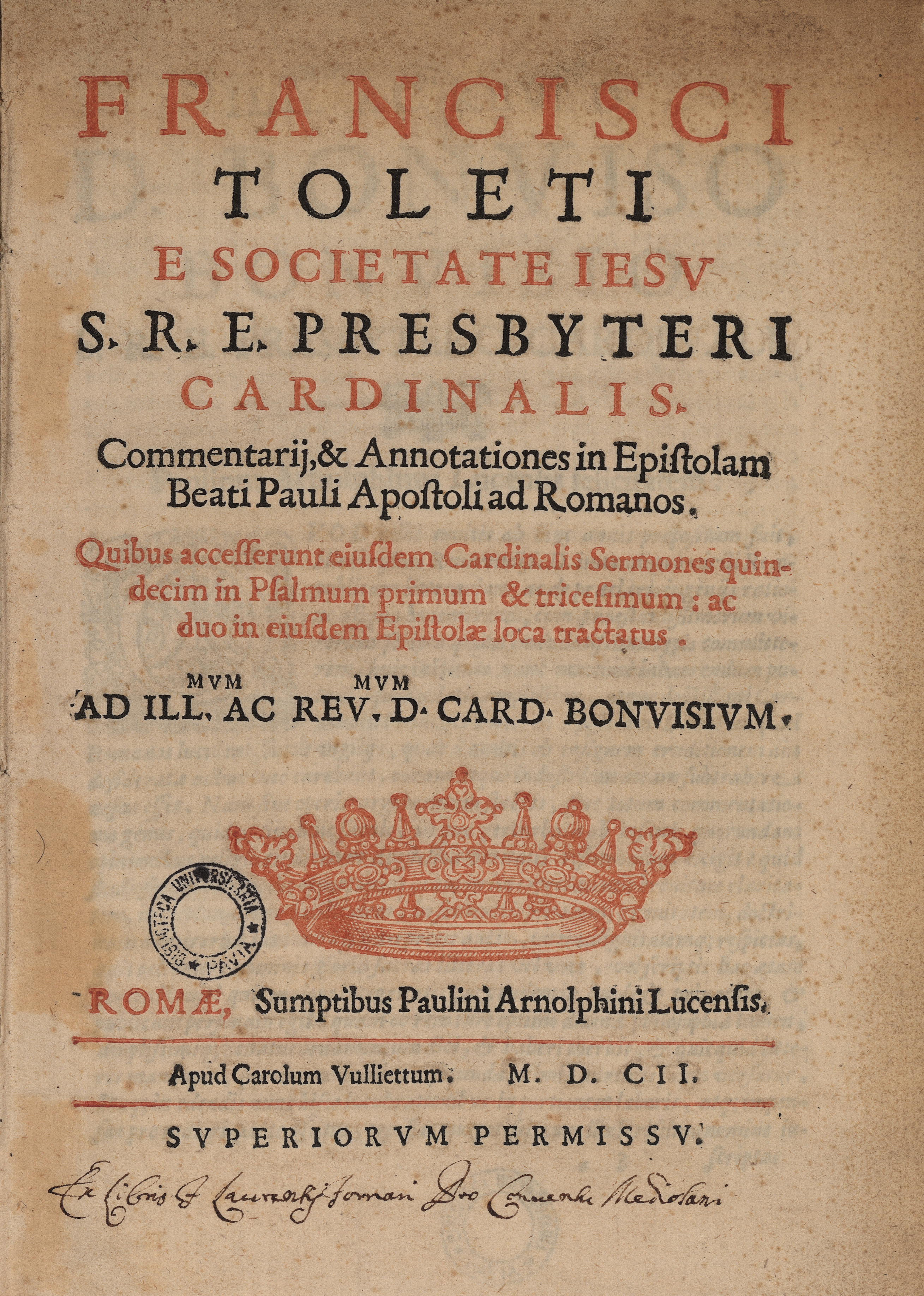
Commentarii et annotationes in Epistolam Beati Pauli apostoli ad Romanos, 1602